# Christiana Regina Hetzer

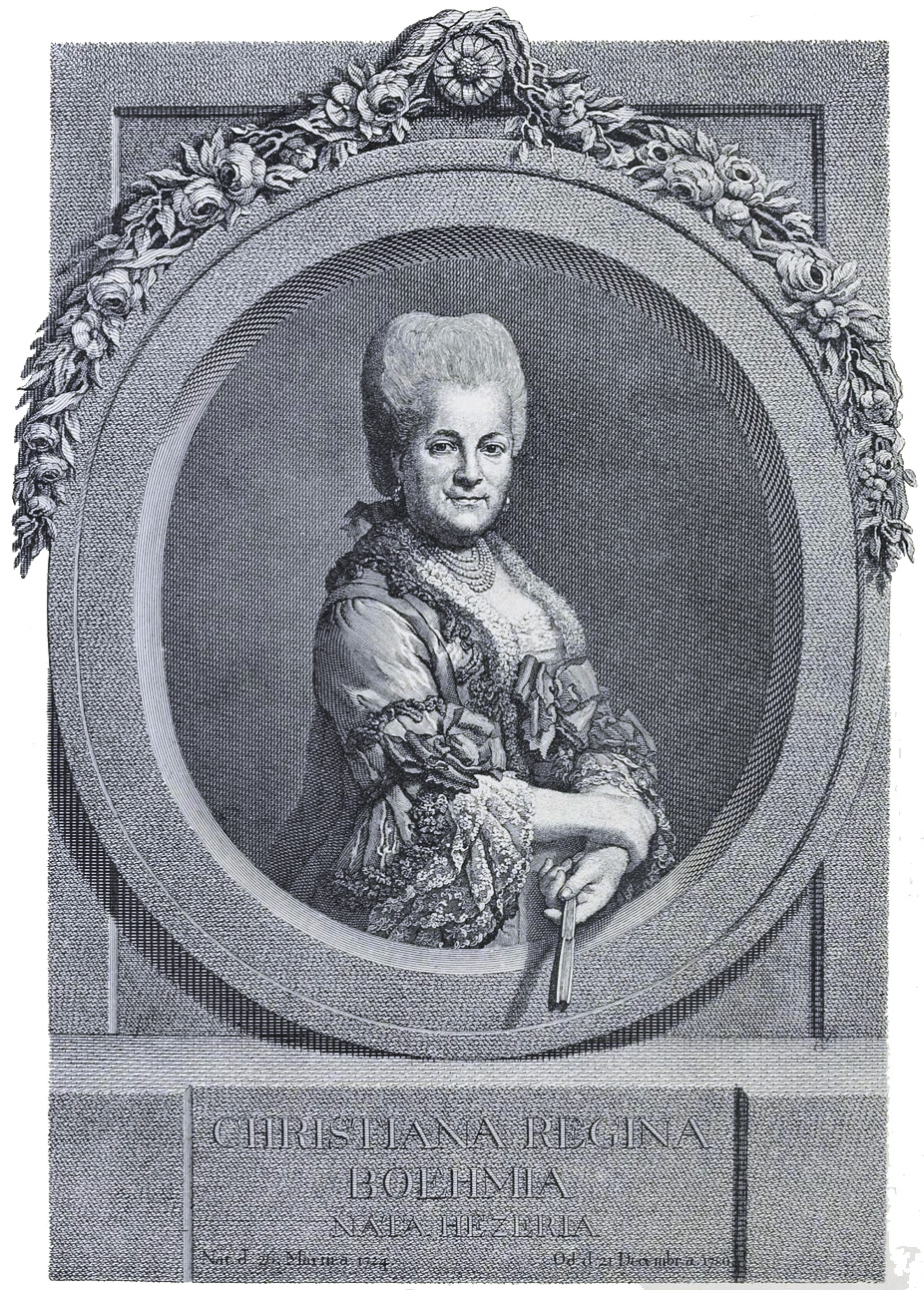
Christiana Regina Hetzer als Hofrätin Böhme

Christiana Regina Hetzer – auch Christiane Regine Hetzer – später verehelichte Neuhaus (Neuhauß), Richter und Böhme (* 26. März 1724 in Leipzig; † 21. Dezember 1780 ebenda) war seit 1756 bis zu ihrem Tod die erste Hausherrin des Gohliser Schlösschen zu Leipzig.

## Leben
Regina Hetzer, Enkelin des Gutsbesitzers und Weinhändlers Johann Martin Hemm (Hamm) aus Gohlis, heiratete im Alter von 15 Jahren (1739) Christian Gottlieb Neuhaus, Gesellschafter des Bank- und Handelshauses Richter, Neuhaus & Crayen, das ein Wechselgeschäft betrieb und vor allem mit englischen und holländischen Seiden- und Wollstoffen, Tapeten sowie ostindischen Waren erfolgreich handelte. Neuhaus verstarb bereits 1745, seine Witwe heiratete zwei Jahre später ihren ebenfalls verwitweten Schwager Johann Caspar Richter, der infolge dieser Verbindung Alleininhaber des Bank- und Handelshauses Richter, Neuhaus & Crayen wurde. Des Weiteren erbte Regina von ihrem Großvater zwei Bauerngüter, die ihr im März 1750 als Lehen übertragen wurden.
Johann Caspar Richter gelang es außerdem, weiteren Grundbesitz in Gohlis zu erwerben, so dass er 1755 mit dem Bau des Gohliser Schlösschen beginnen konnte. Die Bauausführung verzögerte sich infolge des Siebenjährigen Krieges und der von der Stadt Leipzig an Preußen zu zahlenden Kontributionen erheblich. Als Richter 1770 verstarb, hinterließ er seiner Witwe einen vor allem im Interieur unvollendeten Bau.
Diese ging nach dem obligaten Trauerjahr 1771 eine dritte Ehe mit dem Professor für Geschichte und Rechtswissenschaften an der Universität Leipzig, Hofrat Johann Gottlob Böhme ein. Nach dem 1772 erfolgten Erwerb des Gohliser Allodialgutes bekam Böhme die Erb-, Lehn- und Gerichtsherrschaft zuerkannt und das Schloss wurde Zentrum eines landwirtschaftlichen Gutes, wobei die Böhmes noch in ihrem Haus in der Reichsstraße wohnten. Sie begannen gemeinsam den Innenausbau des Schlosses zu vollenden, beauftragten den Leipziger Maler Adam Friedrich Oeser mit der Ausschmückung der Wände und Decken und ließen sich auf im Steinsaal angebrachten Votivtafeln ehren. Dies bezeugt vor allem, dass Regina über einen wachen Verstand, Bildung, Disziplin und wohlerzogene Weiblichkeit verfügte und Böhme dies in einer für Frauen bildungsfeindlichen Zeit durchaus zu schätzen wusste.
Da Reginas sechs Kinder aus den Ehen mit Neuhaus und Richter bereits im Kindesalter verstorben waren, begründete das kinderlose Ehepaar Böhme mit ihrem Testament vom 20. März 1776 vier Stiftungen, aus denen die Vespergottesdienststiftung für Gohlis und die Böhmesche Stiftung hervorgingen. Die Vespergottesdienststiftung für Gohlis förderte den Gohliser Kirchen- und Schulenbau, die Böhmesche Stiftung diente als Armenkasse für Witwen und Waisen.
Wenige Monate nach dem Tod ihres dritten Ehemannes verstarb Regina Böhme am 21. Dezember 1780 in Leipzig und ihr Bruder, der Hofrat und Doktor der Rechtswissenschaft Johann Hieronymus Hetzer (1723–1788), erbte das Gohliser Schlösschen, wo er 1785 Friedrich Schiller empfing. Im Jahr 1793 hinterließ seine Witwe Johanna Concordia Hetzer, geborene Funckler (1724–1793), das seit dem Tod der Böhmes fast unveränderte Schloss der Stadt Leipzig mit der Maßgabe, für die Erhaltung des Gebäudes und des Gutes zu sorgen.
Seit dem 1. Januar 1906 gedenkt die Stadt Leipzig Christiana Regina Hetzer mit der nach ihr benannten Reginenstraße in Gohlis, wo bereits seit 1875 beziehungsweise seit 1896 ihre beiden Ehemänner mit der Benennung der Böhme- und der Richterstraße geehrt wurden.